# Švanda dudák (Bendl)
Možná jste hledali Švanda dudák (časopis)
Švanda dudák je kantáta českého skladatele Karla Bendla z roku 1880 na slova českého básníka Jaroslava Vrchlického, sestavená na námět hry Josefa Kajetána Tyla Strakonický dudák aneb Hody divých žen. Autoři ji později přepracovali na operu-balet ve třech dějstvích, jež byla poprvé uvedena až po Bendlově smrti 29. dubna 1907 v pražském Národním divadle.

## Vznik a historie díla

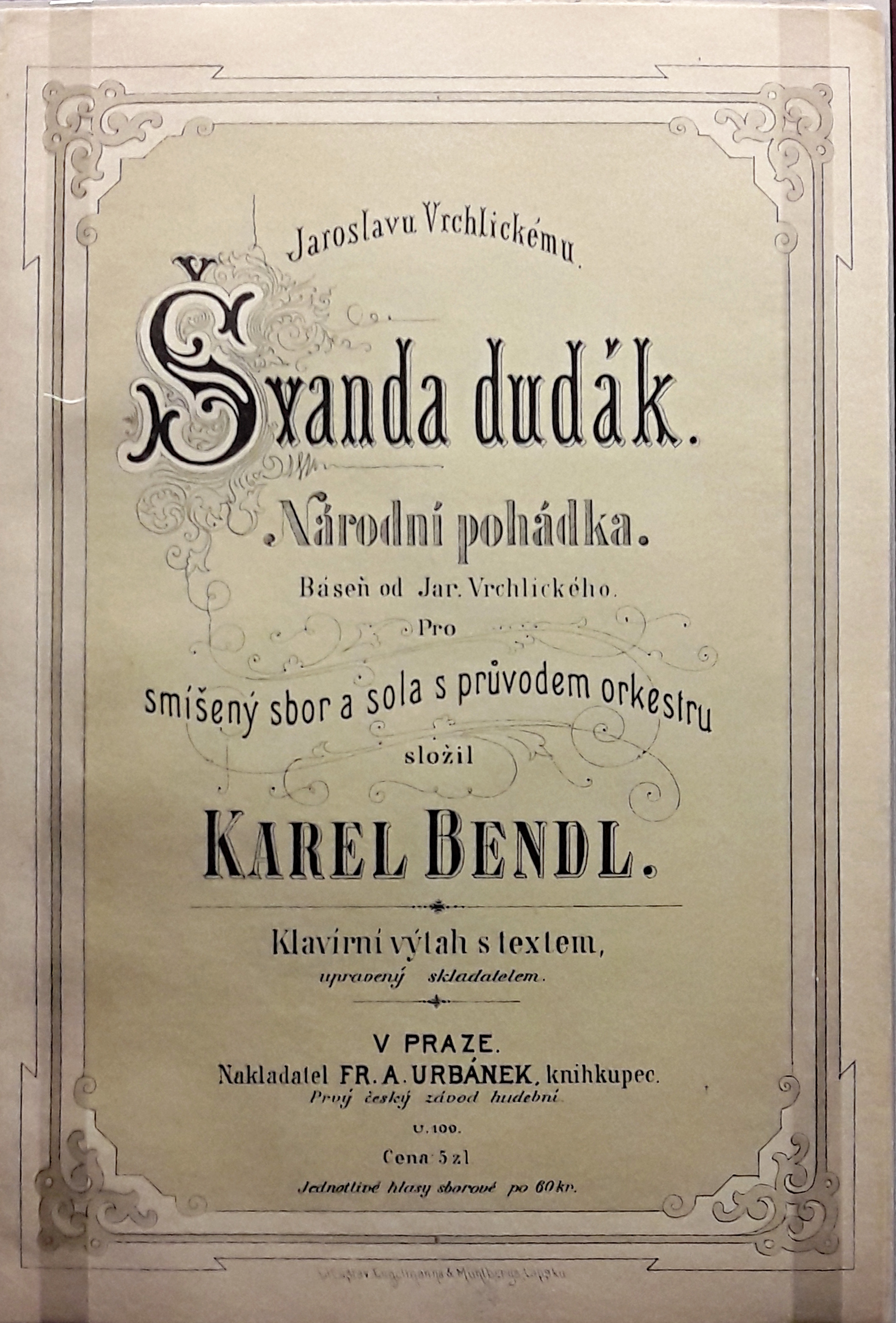
Karel Bendl: Švanda dudák, klavírní výtah kantáty.

Kantátu Švanda dudák pro sóla, sbor a orchestr napsal Karel Bendl na slova čtyřdílné básně Jaroslava Vrchlického v roce 1880. V té době působil v Itálii jako kapelník v orchestru barona Derviese. Poprvé byla provedena 16. května 1880 na akademii Spolku českých žurnalistů v Praze. Její národní duch u Bendla překvapil, kritika psala: „Dokud byl u nás, stál vždy co zvláštní individualita umělecká na stanovisku kosmopolitním, krása hudebních tvarů českoslovanských teprve v cizině jej rozehřála, že nám napsal dílo, jež zaujímá místo mezi prvními skladbami duchem národní naší hudby prodchnuté.“ I díky tomuto pociťovanému národnímu tónu byla kantáta oblíbená a hudebními publicisty považována za jeden z vrcholů Bendlova díla, jeho „nejsmetanovštější“ kus; v tomto smyslu i oceňoval i Zdeněk Nejedlý. Oceňována byla „příhodná charakteristika povah a situací, národní ráz, kypící melodičnost v písních i jadrných sborech, zvučný a křepký orchestr, v malbě diatoniky zvláště barvitý“. Nejvíce byla oceňována první část odehrávající se v hospodě, jakož i závěrečný sbor; prostřední démonická část se v kantátové podobě naopak jevila málo barvitá. Po návratu do Čech provedl Bendl revizi kantáty, kterou v nové podobě zazpíval poprvé pražský Hlahol 18. února 1883. Téhož roku vydalo nakladatelství Fr. A. Urbánek i klavírní výtah kantáty.
Podoba „světského oratoria“ měla však i přes popularitu díla svá úskalí. „Úzký […] náš život koncertní nepřipouští […] mnoho repris, a to ještě jen v intervalech několika roků; velké dílo vokální, ať oratorium, ať kantáta, odsouzeno […] jest ležeti ladem.“ Některá kantátová díla byla proto koncem 19. století pro Národní divadlo přepracovávána do inscenovatelné podoby, například Lisztova Svatá Alžběta nebo Dvořákova Svatá Ludmila. I Bendl se rozhodl kantátu přepracovat „vlastně jen k sesílení dojmů hudebních také zrakovými“ na operu menších rozměrů se zvýšeným zapojením baletu, tzv. operu-balet. Ve spolupráci s libretistou doplnili taneční čísla a výstup Švandy s Mařenčinými rodiči v první části, z níž se stalo první dějství, druhá a třetí část byly spojeny ve druhé dějství a ďábelský tanec byl rozvinut, konečně z čtvrté části se stalo třetí dějství a byly doplněny oba úvodní bory vesničanů a krátký dialog. Toto přepracování proběhlo roku 1891 a skladatel práci zadal Národnímu divadlu. To ji sice po umělecké stránce přijalo, jednání o inscenaci však ztroskotala na nedohodě o finanční stránce věci.
Opera tak byla uvedena na jeviště až s velkým zpožděním, v roce desátého výročí skladatelovy smrti (1897). V době uvedení (premiéra 29. dubna 1907) již zájem o Bendlovo hudebně dramatické dílo opadl, jak ukázala i neúspěšná inscenace Indické princezny. Přes chválené kypré sbory, křepké tance, jímavou milostnou lyriku i působivou „bizarně v barvách zachycenou a řičivě hranou“ centrální scénu ďábelského reje, výrazně ovlivněnou Gounodovou hudbou k Valpuržině noci z Fausta, se inscenace se dočkala pouze dvou repríz; v žádném jiném divadle již Švanda dudák jako opera nebyl uveden. Populárnější zůstala umělecky ucelenější původní kantátová verze.
Na rozdíl od kantáty nebyla opera vydána ani v klavírním výtahu. Celá partitura, klavírní výtah i hlasy jsou uloženy v archivu Národního divadla. Libreto bylo vydáno jako součást 30. svazku dramatických děl Jaroslava Vrchlického roku 1907.

## Osoby a první obsazení
| osoba | hlasový obor | premiéra (29. 4. 1907) |
| --- | ------------ | ---------------------- |
| Vácha, sedlák | bas          | Jiří Huml              |
| Váchová, selka | alt          | Marie Klánová          |
| Mařenka, jejich dcera | soprán       | Marie Kubátová         |
| Švanda, dudák | tenor        | Bohumil Pták           |
| Cizinec | bas          | František Šír          |
| Hoch vesnický | mezzosoprán  | Vilemína Hájková       |
| Vesnická mládež, sbor ďáblů, ďáblic a pekelných příšer, venkované do práce se ubírající a z hospody se vracející, pastýři |              |                        |
| Dirigent: František Picka, režisér: Robert Polák                                                                          |              |                        |

## Děj opery
Děj z noci k ránu v noci svatojanské.
(Předehra typu potpourri uvádí některá hudební čísla – motiv dudákovy písně, pekelného reje a motiv Švandovy lásky.)

### 1. dějství
(Hospoda) Ve vesnické hospodě hraje mládeži k tanci muzika, v níž vyniká dudák Švanda. Ale i on by si chtěl zatančit, proto dudy na chvíli odkládá a přidává se k tančící chase, Všichni zvědavě sledují, které z děvčat Švanda pozve do kola. Dudák svou volbu prozrazuje přípitkem, jenž platí jeho nejmilejší Mařence. Ale v krčmě je přítomna nejen Mařenka s matkou, ale i její otec, zámožný sedlák Vácha, a ten Švandovi rázně odpoví: jeho dcera ani její bohaté věno nebudou nikdy patřit nuznému dudákovi. Marně naléhá Švanda i Mařenka, marné jsou prosby Mařenčiny matky i přímluvy celé vesnice, Vácha je odmítá vyslechnout a rázně odvádí svou rodinu domů. Rozmrzelý Švanda už nemá náladu na tanec ani na hraní a chce odejít. Chasa ho zdržuje a žádá po něm nové písně (sbor Zadudej, dudáčku rozmilý), ale když na něm nic nevymohou, nechávají ho, ať si jde třeba k čertu.

### 2. dějství
(Cesta v pusté krajině) Stmívá se; Švanda je na cestě z hospody za Mařenkou a vzpomíná na ni. Zastaví ho cizinec, který prý se doslechl o jeho dudácké pověsti a činí mu nabídku: doprovodí-li ho dnes v noci Švanda do Černého dvora a zahraje-li tam k tanci jeho druhům, nebude litovat: odnese si bohatou odměnu a Mařenčin otec ho pak jistě uvítá vřeleji. Švanda souhlasí.
(Proměna – Černý dvůr) Z cizincových druhů se vyklubali oběšenci, kteří se v Černém dvoře baví hrou v karty. Nadšeně Švandu vítají a dožadují se zvuků jeho dud, přičemž mu slibují zlaťáky. Cizinec Švandu varuje, že za získané peníze nesmí děkovat, jinak o ně přijde. Švanda se pouští do hry, kolem něho se stále divočeji točí příšery a nastává pravý pekelný rej. Přitom se ale dudákova čepice plní mincemi a Švanda se již vidí Mařenčiným ženichem. Blíží se rozbřesk, tanec končí. Švanda se v poslední chvíli zapomene a děkuje duchům slovy: „I zaplať vám to Pán Bůh!“ Za zvuků hromu všechno náhle mizí ve tmě.

### 3. dějství
Je ráno. Na humnech se potkávají dvě skupiny vesničanů: zatímco jedni vyrážejí čerstvě do práce, druzí se vracejí z hospody s kocovinou. Přibíhá hoch a vypráví všem, že Švanda sedí na kopci přímo na šibenici a hraje na své dudy smutnou píseň. Skutečně, táhlé zvuky jeho dud zaznívají až do vsi. Lidé se běží podívat. Přichází i Mařenka a její rodiče a chlapec jim opakuje svou zprávu. To již je Švanda přiváděn zpět. Vácha se mezitím rozmyslel a své dceři sňatek se Švandou povolil; dívka radostnou novinu sděluje Švandovi. Švanda je nadšen, objímá Mařenku, chtěl by ukázat své vydělané zlaťáky, ale kapsy i čepice jsou prázdné. To však není důležité; jeho pravým pokladem je milovaná Mařenka.